# Autorretrato em miniatura (Anguissola, Boston)
Autorretrato em Miniatura é uma pequena pintura a óleo sobre pergaminho da artista italiana Sofonisba Anguissola. Foi pintado por volta de 1556 e montado numa medalha da mesma época. A escolha do formato baseia-se no conhecimento de Angussiola sobre as obras do famoso miniaturista Giulio Clovio. A pintura está exposta no Museu de Belas Artes de Boston.

## Descrição
A miniatura representa um autorretrato em meio busto de Sofonisba. Ela está vestida com um vestido austero do dia a dia, com os cabelos presos em tranças e presos na cabeça. Suas mãos sustentam um escudo redondo com um complexo monograma mostrando as letras que compõem o nome de seu pai Amilcare: ACEILMR. Circulando o monograma está a seguinte inscrição, pintada em latim em letras maiúsculas. «SOPHONISBA ANGUSSOLA VIR(GO) IPSIUS MANU EX (S)PECULO DEPICTAM CREMONAE».
O retrato é pintado com a ponta do pincel sobre um fundo verde envelhecido. A fisionomia do rosto é típica dos autorretratos de Sofonisba Anguissola: grandes olhos negros, pequenos lábios carnudos, penteado austero e roupas adequadas a uma mulher de boa família que deseja apresentar-se virgem, bem como alfabetizado e bem educado. A gola levantada, em estilo veneziano, fica aberta para permitir ver a camisa branca por baixo.
Nas pequenas dimensões do camafeu, o corpo da jovem fica escondido atrás do monograma do pai. Foi ele o provável destinatário da pintura, para com quem Sofonisba se sentia em dívida, por lhe ter dado a oportunidade de estudar pintura com Bernardino Campi.